# The Simpsons Cartoon Studio
The Simpsons Cartoon Studio est un jeu vidéo développé par Big Top Productions et édité par Fox Interactive, qui est sorti sur Microsoft Windows et Mac OS en 1996. Ce jeu est basé sur Felix the Cat's Cartoon Toolbox. Le Studio de dessin animé inclus 50 effets spéciaux, 270 appuis verticaux et 45 formations et a été créé avec plus de 10 000 cellules individuelles, dessinées par les dessinateurs de la série Les Simpson.

## Accueil
- Computer and Video Games : 4/5[1]